# Le Marchand de sable
Pour les articles homonymes, voir Marchand de sable.
Le Marchand de sable est une émission radiophonique AM de la Société Radio-Canada.
L'émission s'adressait à un jeune public et était animée par Henri Bergeron.
L'émission, d'une durée d'une demi-heure, était diffusée du lundi au vendredi à 19 h 15 ou 19 h 30, durant les saisons 1965-1966 et 1966-1967.  Années complètes de diffusion à confirmer!